# Mir iskusstva
Mir iskusstva (en rus, Мир искусства) va ser una revista russa i el moviment artístic que va inspirar i encarnar. Va tenir una gran influència en els russos que van ajudar a revolucionar l'art europeu durant la primera dècada del segle xx.
Des de 1909, diversos miriskusniki  (és a dir, els membres del moviment) també van participar en les produccions de la companyia dels Ballets Russos de Serguei Diàguilev amb seu a París.

## Història

### Fundació
El grup artístic va ser fundada el novembre de 1898 per un grup d'estudiants que incloïen Aleksandr Benois, Konstantín Sómov, Dmitri Filossófov, Léon Bakst i Ievgueni Ievguénievitx Lanseré. Els moments de partida per al nou grup artístic va ser l'organització de l'Exposició d'Artistes Russos i Finlandesos del Museu Stieglitz d'Arts Aplicades de Sant Petersburg.
La revista va ser cofundada el 1899 a Sant Petersburg per Aleksandr Benois, Léon Bakst i Serguei Diàguilev, l'editor en cap. El seu objectiu era superar els estàndards artístics baixos de l'obsoleta escola Peredvíjniki i promoure l'individualisme artístic i altres principis del modernisme. Les declaracions teòriques dels moviments d'art es van expressar als articles de Diàguilev "Difficult Questions", "Our Imaginary Degradation", "Permanent Struggle", "In Search of Beauty" i "The Fundamentals of Artistic Appreciation", publicats als primers números de la nova revista.

A part dels tres fundadors, entre els membres actius de Mir iskusstva, van destacar-hi Mstislav Dobujinski, Ievgueni Ievguénievitx Lanseré i Konstantín Sómov. Les exposicions organitzades per Mir iskusstva van atreure a molts pintors il·lustres de Rússia i de l'estranger, en particular Mikhaïl Vrúbel, Mikhaïl Nésterov i Issaak Levitan.

Cinc obres representatives
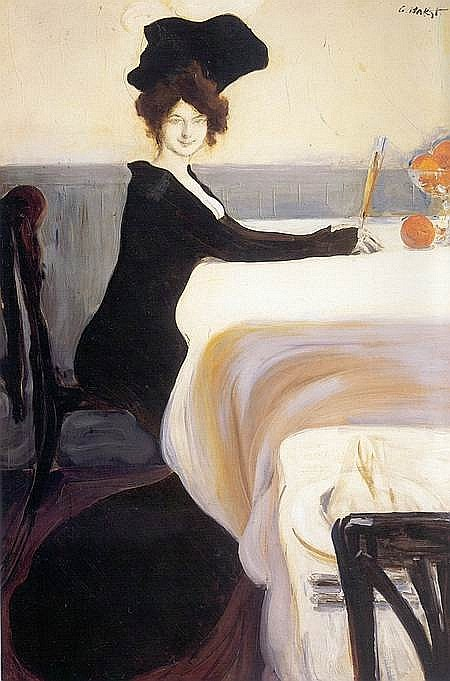
Léon Bakst
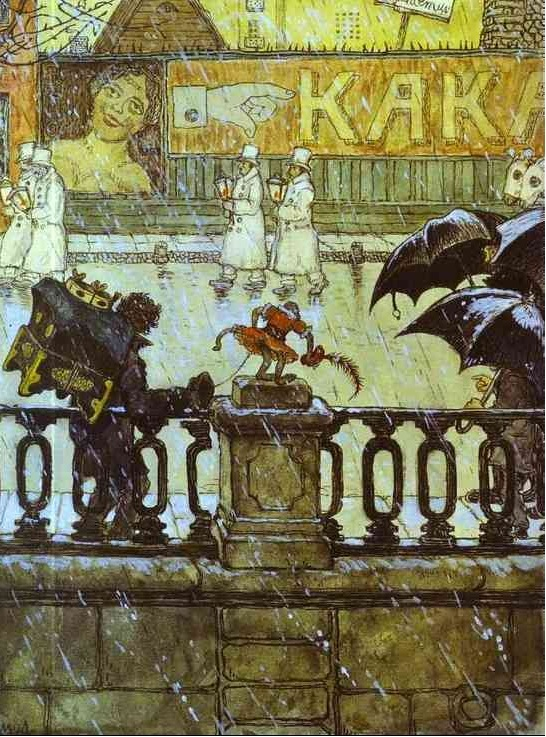
Mstislav Dobujinski
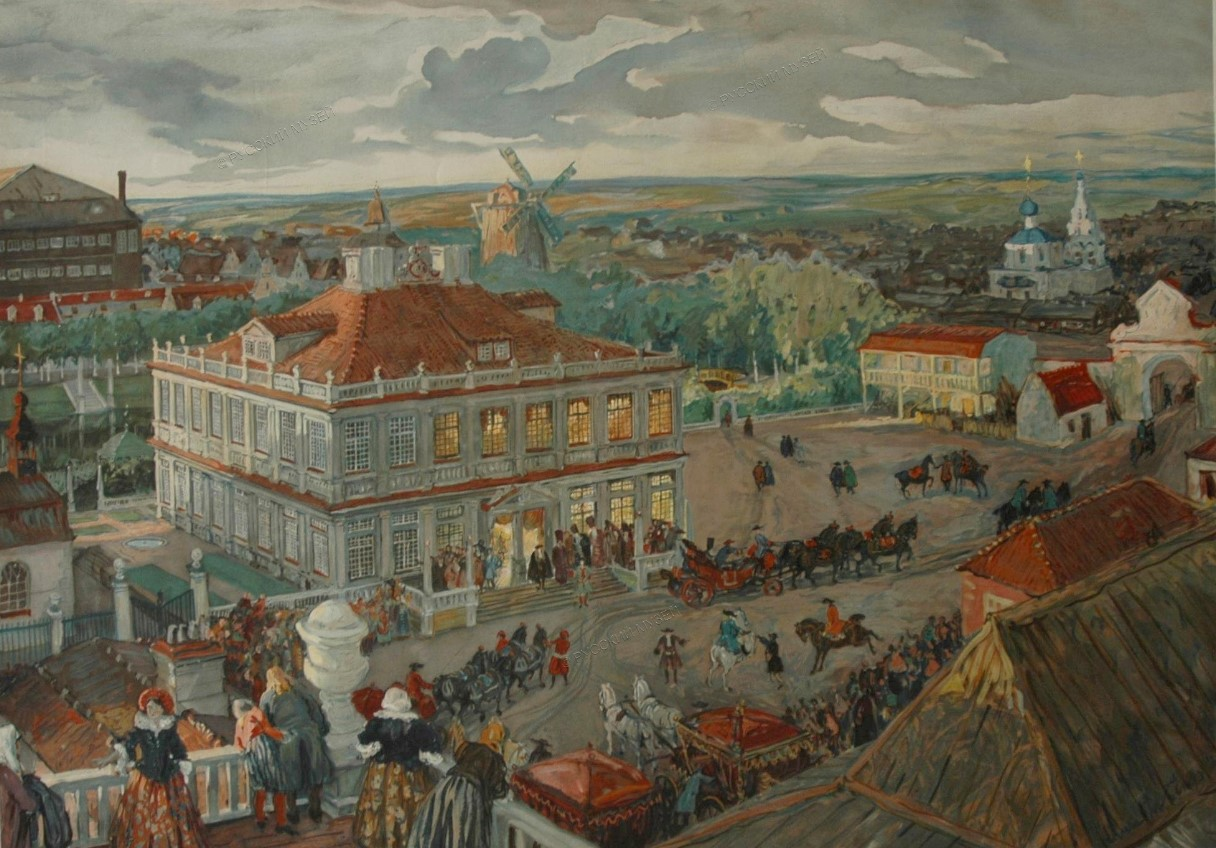
Aleksandr Benois
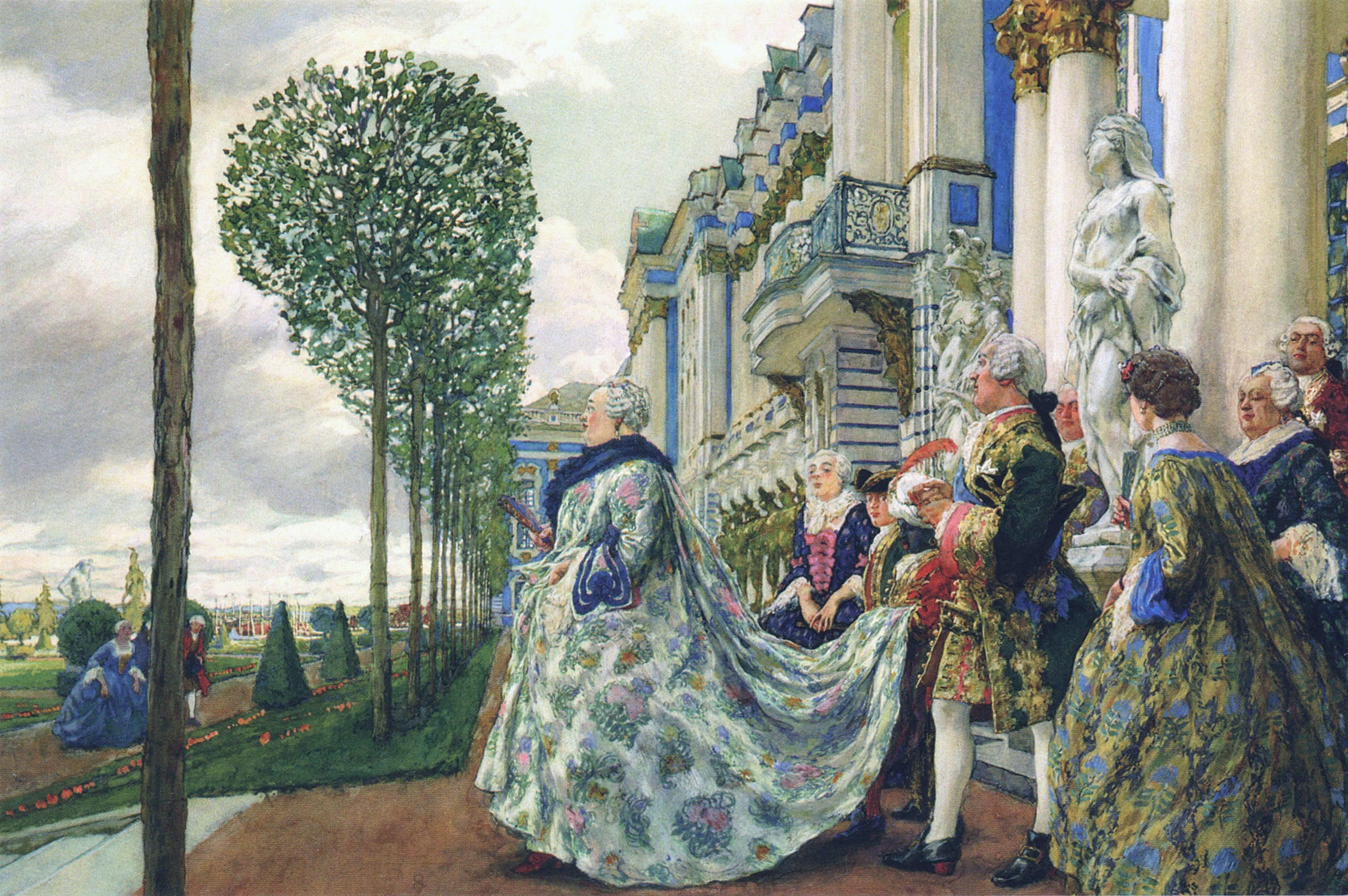
Ievgueni Ievguénievitx Lanseré
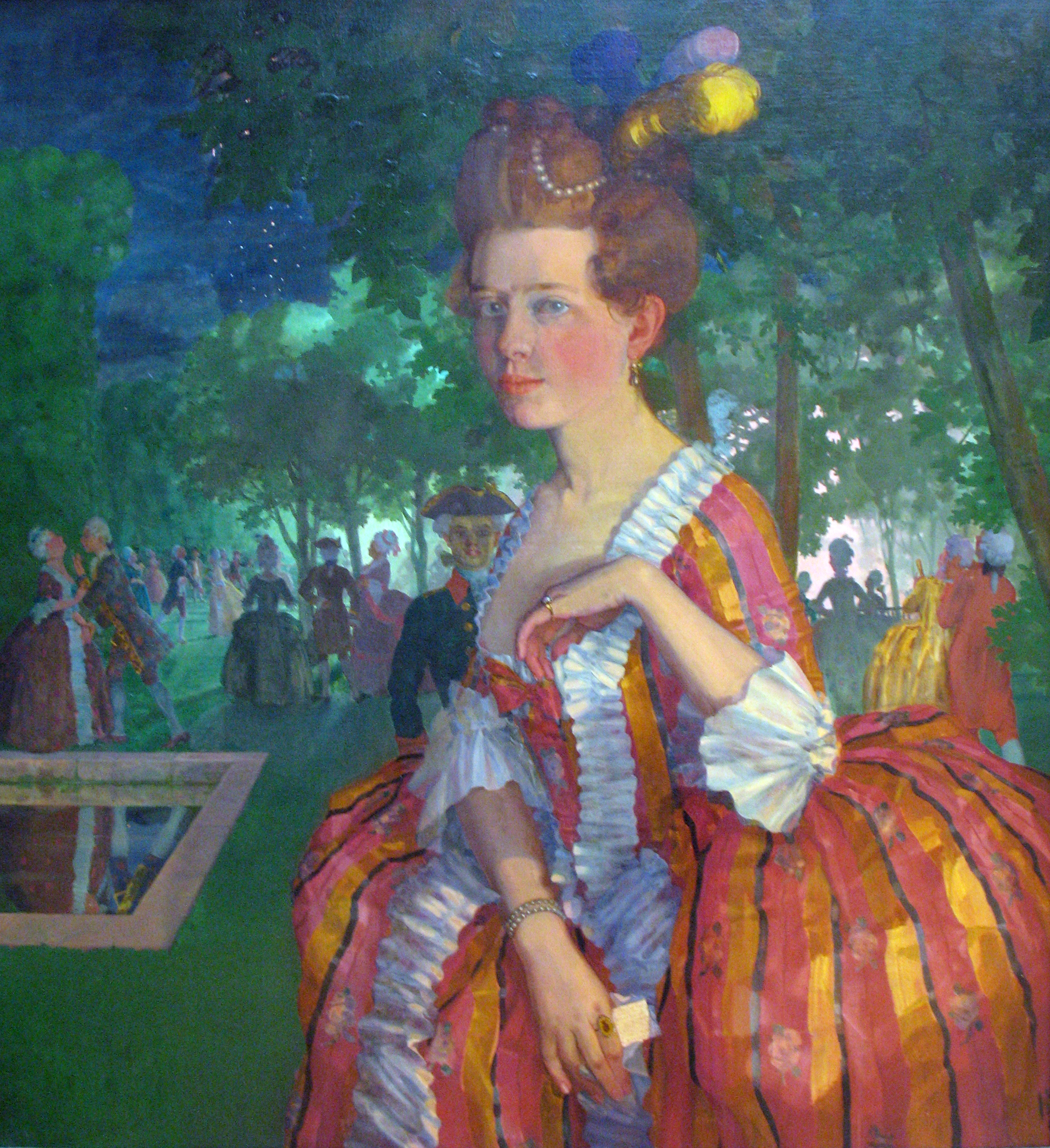
Konstantín Sómov

### Període clàssic
En el seu període clàssic (1898-1904), el grup d'art va organitzar sis exposicions: 1899 (Internacional), 1900, 1901 (a l'Acadèmia Imperial de les Arts de Sant Petersburg), 1902 (Moscou i Sant Petersburg), 1903 i 1906 (Sant Petersburg). La sisena exposició va ser vista com un intent de Diàguilev per evitar la separació dels membres de Moscou del grup que van organitzar de manera separada una "exposició de 36 artistes" (1901) i més tard el grup Unió d'Artistes de Rússia (des de 1903).
Entre 1904 i 1910 Mir iskusstva no va existir com a grup artístic independent. El seu lloc va ser heretat per la Unió d'Artistes Russos que va continuar oficialment fins a 1910 i no oficialment fins a 1924. La Unió va incloure pintors (Valentín Serov, Konstantín Korovin, Boris Kustódiev, Zinaïda Serebriakova), il·lustradors (Ivan Bilibin, Konstantín Sómov, Dmitri Mitrokhin), restauradors (Igor Grabar) i dissenyadors escènics (Nikolai Rérikh, Serguei Sudeikin).
El 1910 Benois va publicar un article crític a la revista Rech' sobre la Unió d'Artistes Russos. Mir iskusstva va tornar a néixer. Nikolai Rérikh es va convertir en el nou president. El grup va admetre nous membres, entre ells Natan Altman, Vladímir Tatlin i Martirós Sarian. Alguns autors van afirmar que la inclusió de pintors avantguardistes russos va demostrar que el grup s'havia convertit en una organització d'exposicions en lloc d'un moviment d'art. El 1917 el president del grup va ser Ivan Bilibin. El mateix any la majoria dels membres de la Sota de Diamants van entrar al grup.
El grup va organitzar nombroses exposicions: 1911, 1912, 1913, 1915, 1916, 1917, 1918, 1921 i 1922 a Sant Petersburg i a Moscou. L'última exposició de Mir iskusstva es va organitzar a París el 1927. Alguns membres del grup van entrar als moviments artístics Jar-tsvet (Moscou, organitzat el 1924) i Txetire iskusstva (Moscou-Leningrad, organitzat el 1925).

## Art

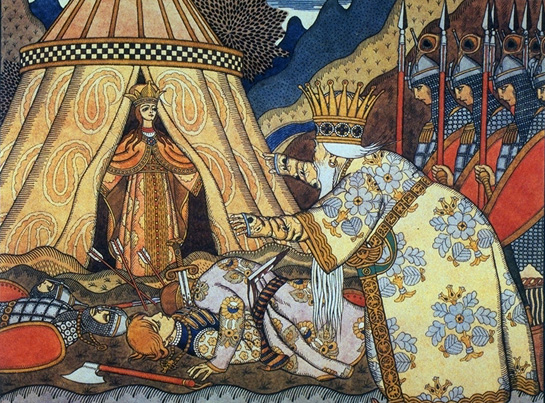
Ivan Bilibin la il·lustració de La Història de l'Or Gall.

Igual que prerrafaelistas anglesos abans d'ells, Benois i els seus amics estaven disgustats amb la naturalesa antiestètica de la societat industrial moderna i van intentar consolidar tots els artistes russos neoromàntics sota la bandera de la lluita contra el positivisme en l'art.
Com els romàntics anteriors, els miriskusniki van promoure la comprensió i la conservació de l'art d'èpoques anteriors, particularment l'art tradicional i el rococó del segle xviii. Antoine Watteau va ser probablement l'únic artista que més admiraven.
Tals projectes renovadors van ser tractats pels miriskusniki amb humor, en un esperit d'autoparòdia. Estaven fascinats amb les caretes i marionetes, amb el carnaval i el teatre de titelles i amb els somnis i contes de fades. Tot el grotesc i lúdic els semblava seriós i emocional. La seva ciutat favorita era Venècia, tant és així que Diàguilev i Stravinski van escollit la ciutat com a lloc del seu enterrament.
Quant als mitjans, el miriskusniki van preferir els efectes lluminosos i espaiosos de l'aquarel·la i del guaix a les pintures a l'oli de gran escala. Amb l'objectiu de portar l'art a cada casa, sovint van dissenyar interiors i llibres. Bakst i Benois van revolucionar el disseny teatral amb la seva decoració innovadora per Cléopâtre (1909), Carnaval (1910), Petruixka (1911), i L'après-midi d'un faune(1912).